# USS Lexington (CV-16)
El USS Lexington (CV-16), apodado «el fantasma azul», fue uno de los 24 portaaviones de la clase Essex construidos durante la Segunda Guerra Mundial para la Armada de los Estados Unidos. Originalmente estaba destinado a recibir el nombre de USS Cabot (CV-16), pero fue renombrado durante su construcción en memoria del USS Lexington (CV-2) perdido en la batalla del Mar de Coral.  Este fue el quinto buque de la Armada en llevar el nombre en honor a la batalla de Lexington de la guerra revolucionaria estadounidense. Actualmente es un buque museo en Corpus Christi (Texas).

## Antecedentes
El Lexington fue asignado en febrero de 1943 y vio servicio extenso en la Guerra del Pacífico. Durante gran parte de su servicio actuó como buque insignia de almirante Marc A. Mitscher, y lideró la Task Force 38 a través de sus batallas en el Pacífico. Ganó 11 estrellas de combate y la citación presidencial por sus servicios en la Segunda Guerra Mundial. Después de la guerra fue dado de baja, pero fue modernizado y reactivado a principios de 1950, fue reclasificado como portaaviones de ataque (CVA). Posteriormente fue reclasificado como portaaviones antisubmarino (CVS). En su segunda carrera, operó tanto en el Atlántico/Mediterráneo como en el Pacífico, pero pasó la mayor parte del tiempo, casi 30 años, en la costa este como portaaviones de entrenamiento (CVT).
El Lexington fue dado de baja en 1991, con una vida de servicio más larga que cualquier otro portaaviones clase Essex. Tras su baja definitiva fue donado para su uso como buque museo en Corpus Christi, Texas. En 2003 fue designado como Monumento Histórico Nacional.  Aunque los otros buques supervivientes de la clase Essex, Yorktown, Intrepid, y Hornet llevan números de casco inferior, el Lexington fue iniciado y puesto en servicio antes, haciendo al Lexington el portaaviones más antiguo que queda en el mundo.

## Construcción

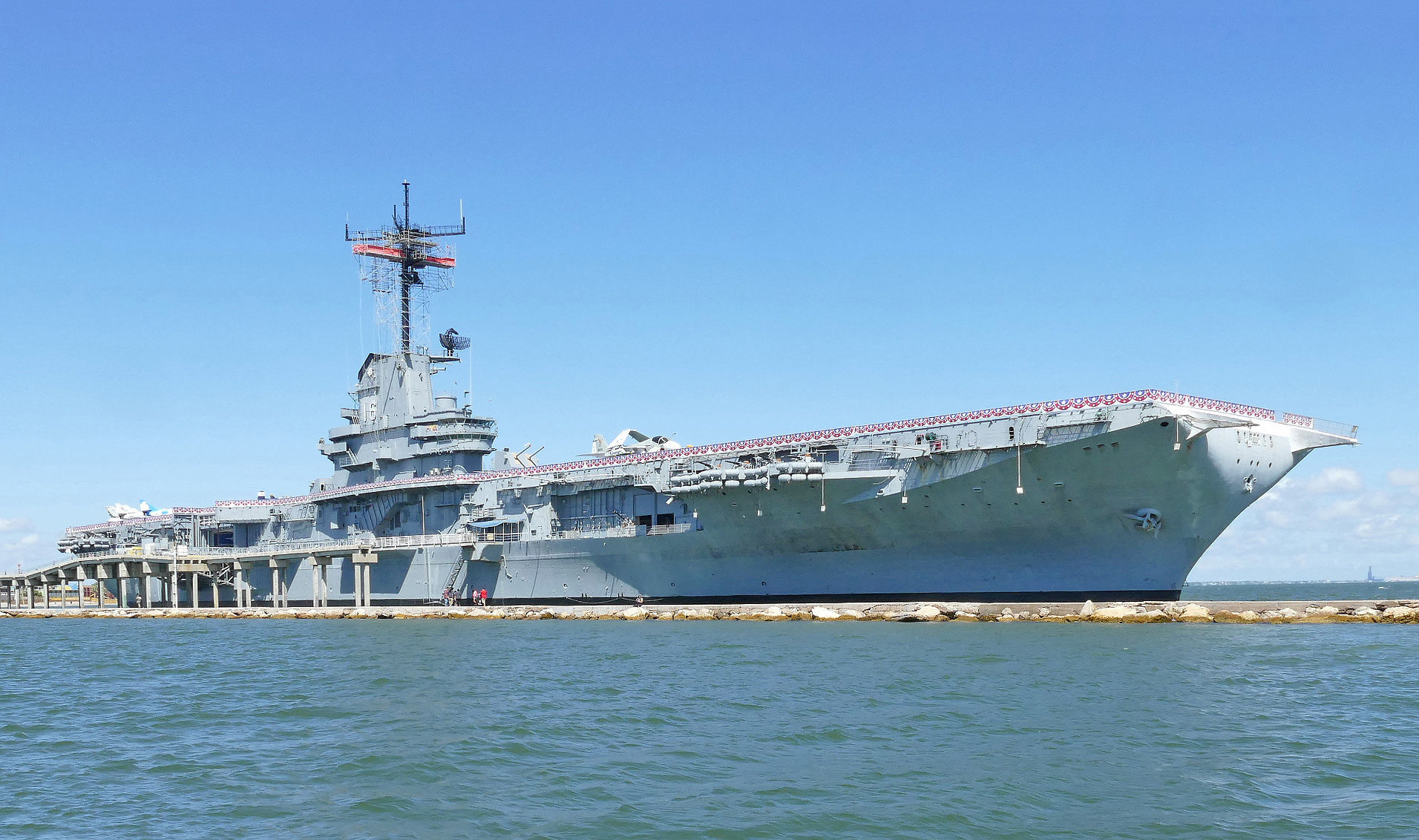
El USS Lexington anclado como buque museo Corpus Christi Bay, año 2018.

Fue iniciado como Cabot el 15 de julio de 1941 por Bethlehem Steel Co. en Quincy, Massachusetts. En mayo de 1942, el USS Lexington (CV-2), que había sido construido en el mismo astillero dos décadas antes, fue hundido en la batalla del Mar de Coral. En junio, los trabajadores de los astilleros presentaron una solicitud al Secretario de la Armada Frank Knox, para cambiar el nombre del portaaviones en construcción a Lexington.
Knox aceptó la propuesta y el Cabot fue renombrado como el quinto USS Lexington el 16 de junio de 1942. Fue botado el 23 de septiembre de 1942, amadrinado por la señora Theodore Douglas Robinson, fue asignado el 17 de febrero de 1943, con el capitán Felix Stump al mando.

### Buques de la clase
• USS Essex (CV-9)
• USS Yorktown (CV-10)
• USS Intrepid (CV-11)
• USS Hornet (CV-12)
• USS Franklin (CV-13)
• USS Ticonderoga (CV-14)
• USS Randolph (CV-15)
• USS Bunker Hill (CV-17)
• USS Wasp (CV-18)
• USS Hancock (CV-19)
• USS Bennington (CV-20)
• USS Boxer (CV-21)
• USS Bon Homme Richard (CV-31)
• USS Leyte (CV-32)
• USS Kearsarge (CV-33)
• USS Oriskany (CV-34)
• USS Antietam (CV-36)
• USS Princeton (CV-37)
• USS Shangri-La (CV-38)
• USS Lake Champlain (CV-39)
• USS Tarawa (CV-40)
• USS Valley Forge (CV-45)
• USS Philippine Sea (CV-47)

### Listas relacionadas
• Portaaviones de Estados Unidos
• Portaaviones por país